# Hall megye (Georgia)
Hall megye az Amerikai Egyesült Államokban, azon belül Georgia államban található. Megyeszékhelye és legnagyobb városa Gainesville. Lakosainak száma 203 136 fő (2020. április 1.). Hall megye White, Barrow, Habersham, Banks, Jackson, Gwinnett, Forsyth, Dawson és Lumpkin megyékkel határos.

## Népesség
A megye népességének változása:
| Lakosok száma | 180 015 | 182 888 | 185 055 | 187 745 | 193 535 | 203 136 |
|               | 2010    | 2011    | 2012    | 2013    | 2015    | 2020    |